# Summer Games
Summer Games è un videogioco sportivo sviluppato dalla Epyx e pubblicato principalmente da Epyx e da U.S. Gold, basato sulle discipline dei giochi olimpici estivi. Uscito nel 1984 per Commodore 64, il titolo fu in seguito convertito per Apple II, Atari 2600, Atari 7800, Atari XL/XE, PC-88 e Sega Master System. Le versioni per Amiga, Amstrad CPC, Atari ST, DOS e ZX Spectrum furono realizzate per poter essere incluse in raccolte.

## Modalità di gioco
La presentazione del gioco mostra il tedoforo che accende il braciere olimpico accompagnato dal volo di colombe, scena che si ripeterà nei successivi titoli della serie.
Nelle versioni dotate di musica, il tema di accompagnamento è tratto dal Bugler's Dream di Leo Arnaud, brano che negli USA era usato nei programmi televisivi sui giochi olimpici.
Il gioco permette al giocatore di competere a tutti gli eventi in sequenza, sceglierne solo alcuni o soltanto uno, o allenarsi soltanto in uno. In caso di competizione si passa alla definizione dei giocatori, che possono essere fino a 8, con scelta della rispettiva nazionalità e ascolto dell'inno nazionale, altra caratteristica che si ripeterà in molti dei seguiti. Le discipline di corsa e nuoto possono essere anche giocate da due avversari umani contemporaneamente, le altre si affrontano sempre uno alla volta.
Le discipline sportive presenti nel videogioco possono variare leggermente a seconda della piattaforma, generalmente sono:
- Salto con l'asta - basato sul tempismo nelle varie fasi del salto.
- Tuffi - si possono fare diverse figure in volo per poi cercare di entrare in acqua in verticale, ottenendo voti dai giudici.
- Staffetta 4x400 - si può correre a diverse velocità, cercando di dosare le diverse energie dei propri corridori e di passare il testimone al momento giusto.
- 100 metri piani - basato sulla pura velocità nell'agitare il joystick.
- Ginnastica - il salto della cavallina, con rotazione in volo e tempismo nell'atterraggio, infine si ottiene un voto.
- Staffetta 4x100 stile libero - basato sul tempismo nelle bracciate e nella virata.
- 100m stile libero - come il precedente, ma una sola vasca.
- Tiro al piattello - uno sparatutto con mirino.

La visuale degli atleti è sempre di profilo, con l'effetto della prospettiva, tranne il tiro al piattello che è visto in prima persona.

## Serie
Summer Games diede inizio a una serie di giochi multisportivi della Epyx, molti dei quali di successo, a volte definita la serie Games per la presenza costante di questa parola nel titolo. 
- Summer Games (1984)
- Summer Games II (1985)
- Winter Games (1985)
- World Games (1986)
- California Games (1987)
- The Games: Summer Edition (1988)
- The Games: Winter Edition (1988)
- California Games II (1990)

Nel 1988 U.S. Gold pubblicò Gold, Silver, Bronze, una raccolta dei primi tre titoli per Amstrad CPC, Commodore 64 e ZX Spectrum.
Nel 1992 sempre U.S. Gold pubblicò Mega Sports, una raccolta comprendente Summer 1 e 2, Winter, i due The Games e California Games per Amiga, Amstrad CPC, Atari ST, Commodore 64, DOS e ZX Spectrum.
Per alcune di queste piattaforme, alcuni dei titoli sono stati convertiti e pubblicati per la prima volta all'interno delle raccolte.
Il formato del titolo con Games è stato poi ripreso anche da giochi dello stesso genere di altri produttori, spesso con tematiche stravaganti, tra cui:
- Knight Games (1986)
- Pub Games (1986)
- European Games (1986)
- Alternative World Games (1987)
- Galactic Games (1987)
- Highland Games (1987)
- Knight Games 2: Space Trilogy (1987)
- Western Games (1987)
- Circus Games (1988)
- Aussie Games (1989)
- Buffalo Bill's Rodeo Games (1989)
- Eskimo Games (1989)
- Caveman Games (1990)
- Oriental Games (1990)
- The Aquatic Games (1992)

Altre pubblicazioni commerciali di minore notorietà furono Holiday Games, Ostfrieslandgames, Sex Games, Work Games per Commodore 64, Ancient Games per Amiga/Atari ST, Fantasy Games per Amiga, Alpine Games e Future Games per ZX Spectrum.
Hes Games è invece contemporaneo a Summer Games e venne presentato allo stesso Consumer Electronics Show.